# Graphoderus fascicollis
Graphoderus fascicollis är en skalbaggsart som först beskrevs av Harris 1828.  Graphoderus fascicollis ingår i släktet Graphoderus och familjen dykare. Inga underarter finns listade i Catalogue of Life.